# JR東海HC85系気動車
HC85系気動車（HC85けいきどうしゃ）は、東海旅客鉄道（JR東海）のハイブリッド式特急形気動車である。

## 概要
製造から30年以上が経過し、老朽化したキハ85系の置き換え用として2022年（令和4年）7月1日に特急「ひだ」でデビューした車両で、JR東海では初めてのハイブリッド気動車である。
2017年（平成29年）に「次期特急車両」としてハイブリッド方式の車両を導入予定であることが発表され、2018年（平成30年）には内外装デザインと安全設備が、2019年（令和元年）には形式名やロゴデザインが発表された。「HC85系」の「HC」は「Hybrid Car」の略で、形式名にはキハ85系から技術革新した車両であるとの意味合いがある。
2019年（令和元年）に試験走行車4両編成×1本（D1編成）が製造され、長期試験を行った。その後当初の計画通り2022年（令和4年）に量産車の導入が開始された。なお試験走行車は量産車仕様に改造の上で営業運転に使用される。
2023年（令和5年）には鉄道友の会よりブルーリボン賞を受賞した。JR東海が単独で開発した車両がブルーリボン賞を受賞するのは初めてのことである。

## 構造

### 主要機器
シリーズハイブリッド方式が採用され、1両あたりのエンジン数を1台とすることで燃費向上が見込まれている。搭載エンジンはDMF14系列（カミンズ製N14-R系列）である。制御方式はVVVFインバータ制御である。
また、客用ドア開扉時にエンジンを停止するアイドリングストップ機構を搭載する。快適性向上のため、グリーン車には同社の313系5000番台と同様に左右動ダンパのセミアクティブ制振制御を使用しているほか、量産車ではさらに揺れが加わる地点の位置情報から作動域を調節する「地点制御機能」の追加が予定されている。走行機器類は東芝インフラシステムズが担当している。ブレーキ装置、空調装置の製造は三菱電機が担当している。
新幹線の技術を応用し、各機器をリアルタイムで状態監視するシステムも気動車で初めて導入された。
なお、鉄道車両の運転には電車（甲種電気車運転免許）か気動車（甲種内燃車運転免許）によって運転免許が異なるが、この車両に関してはどちらか片方のみ保有していても新たにもう片方の免許を取得することなく、それぞれに必要な知識の講習と訓練を追加で受けた上で運転できるとしている。

### 車体
外装は「漆器の持つまろやかさや艶のある質感」をテーマとし、前面窓から貫通扉にかけてを黒色としつつ前面下部から側面上部にかけて白とオレンジのラインを配している。先頭車両の側面には飛騨・南紀の紅葉と海をイメージしたラインに「HYBRID」の文字を入れたロゴマークが貼付されている。

### 車内
座席は車椅子区画を除き、全て2+2配列の回転リクライニングシートである。グリーン車の座席は「新緑」「川」「夕暮れの空」のイメージの3色をグラデーションで表現し、普通車の座席は紅葉と花火をイメージした赤系のモケットとされた。通路扉上には停車駅案内のほか走行装置の使用状況を図示する案内表示器が設置されている。デッキには沿線の工芸品を展示する「ナノミュージアム」が設けられる。
バリアフリー設備については、2022年（令和4年）3月に改正された特急車両の新基準を踏まえ、車内には車椅子スペースが3席あるほか、トイレも車椅子に対応したものとされた。また全席にコンセントが設置されているほか、フリーWi-Fiのサービスが提供される。
車内チャイムは旧国鉄時代の気動車で車内放送の前のオルゴールに使われた「アルプスの牧場」を、電車と気動車を掛け合わせた新しい形の特急車両のイメージに合わせようとスギテツがアレンジした。観光案内放送の一部は、「ひだ」は岐阜県立岐阜高等学校の生徒が、「南紀」は三重県立木本高等学校の生徒が担当した。

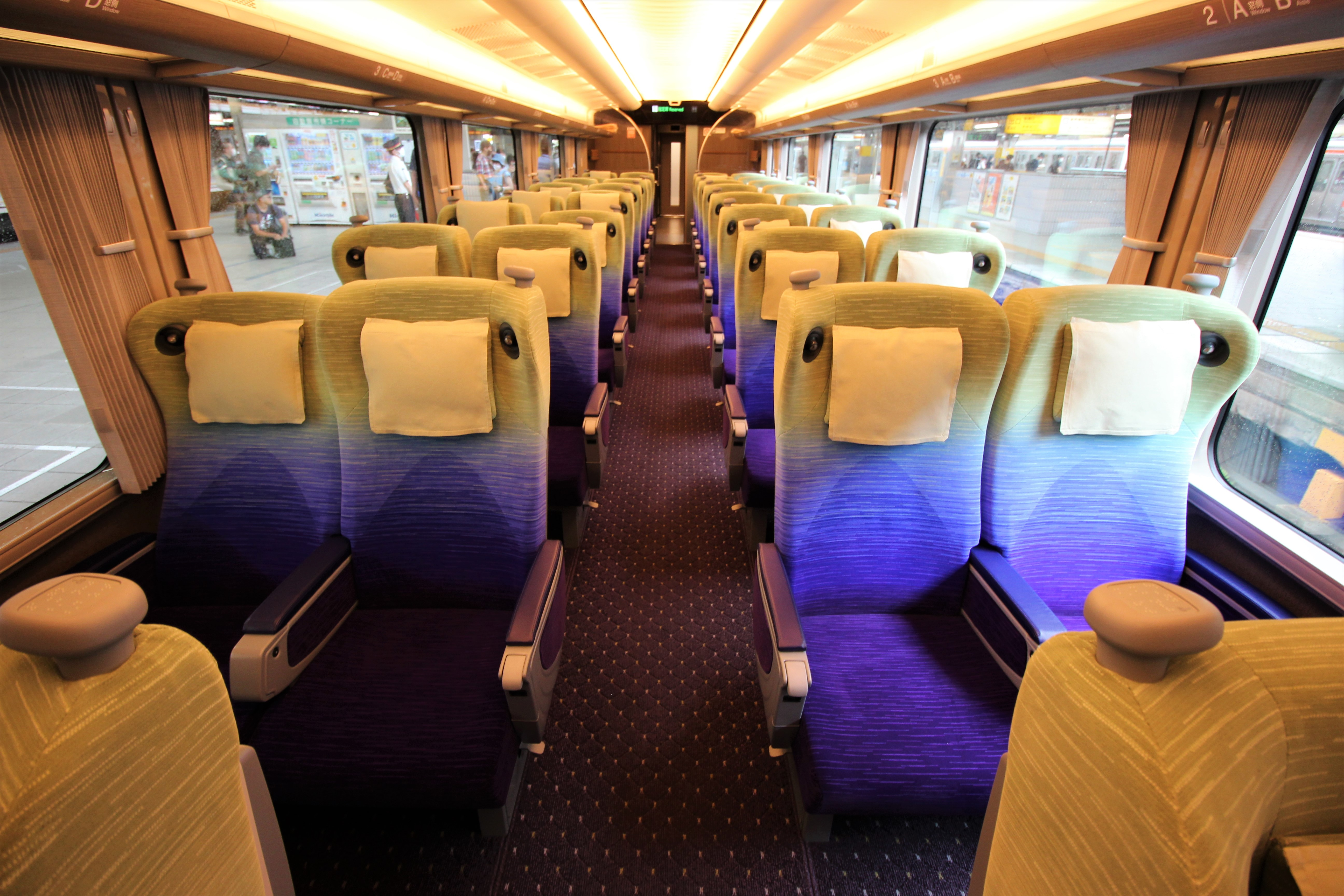
グリーン車
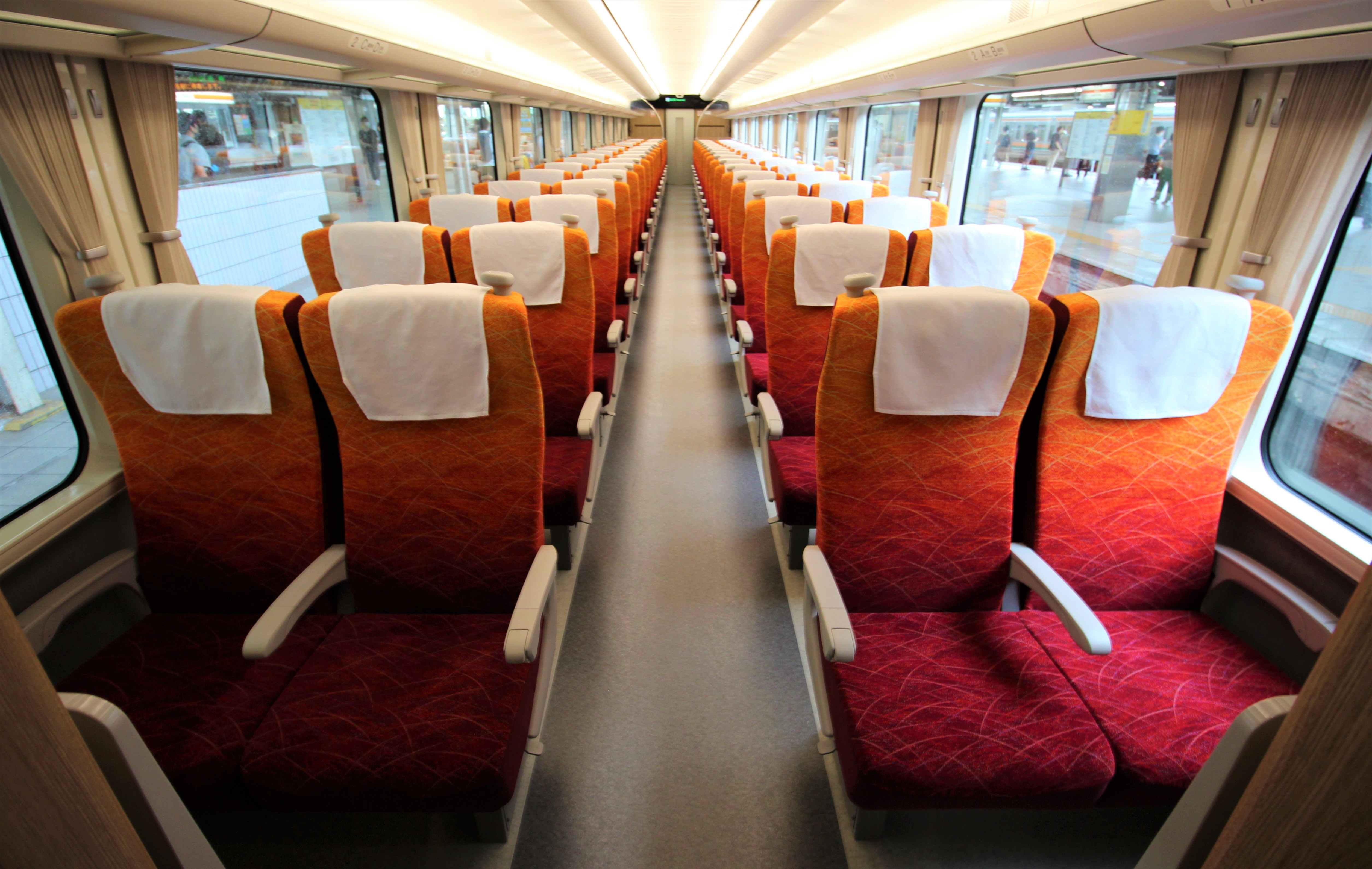
普通車
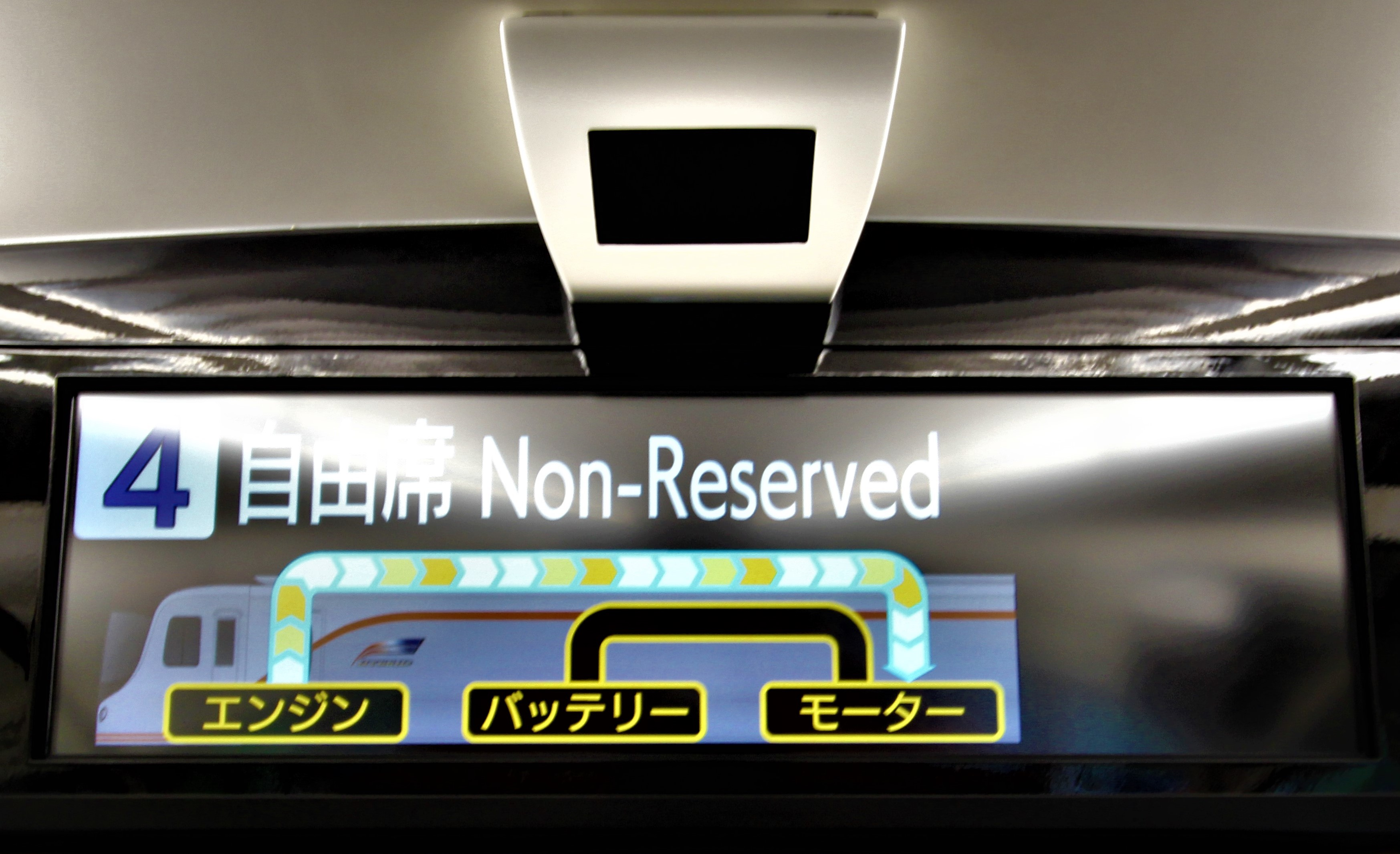
案内表示器
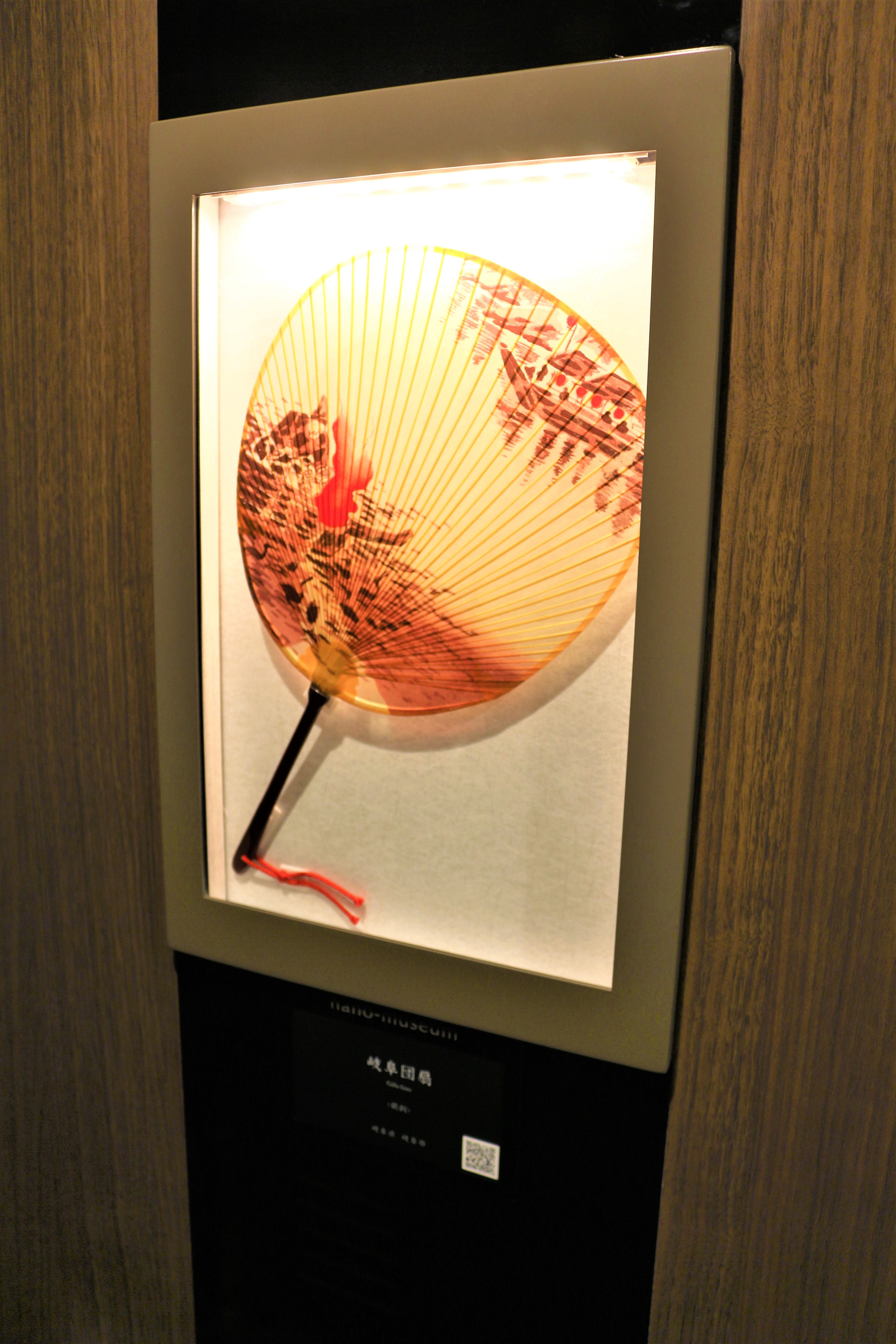
ナノミュージアム
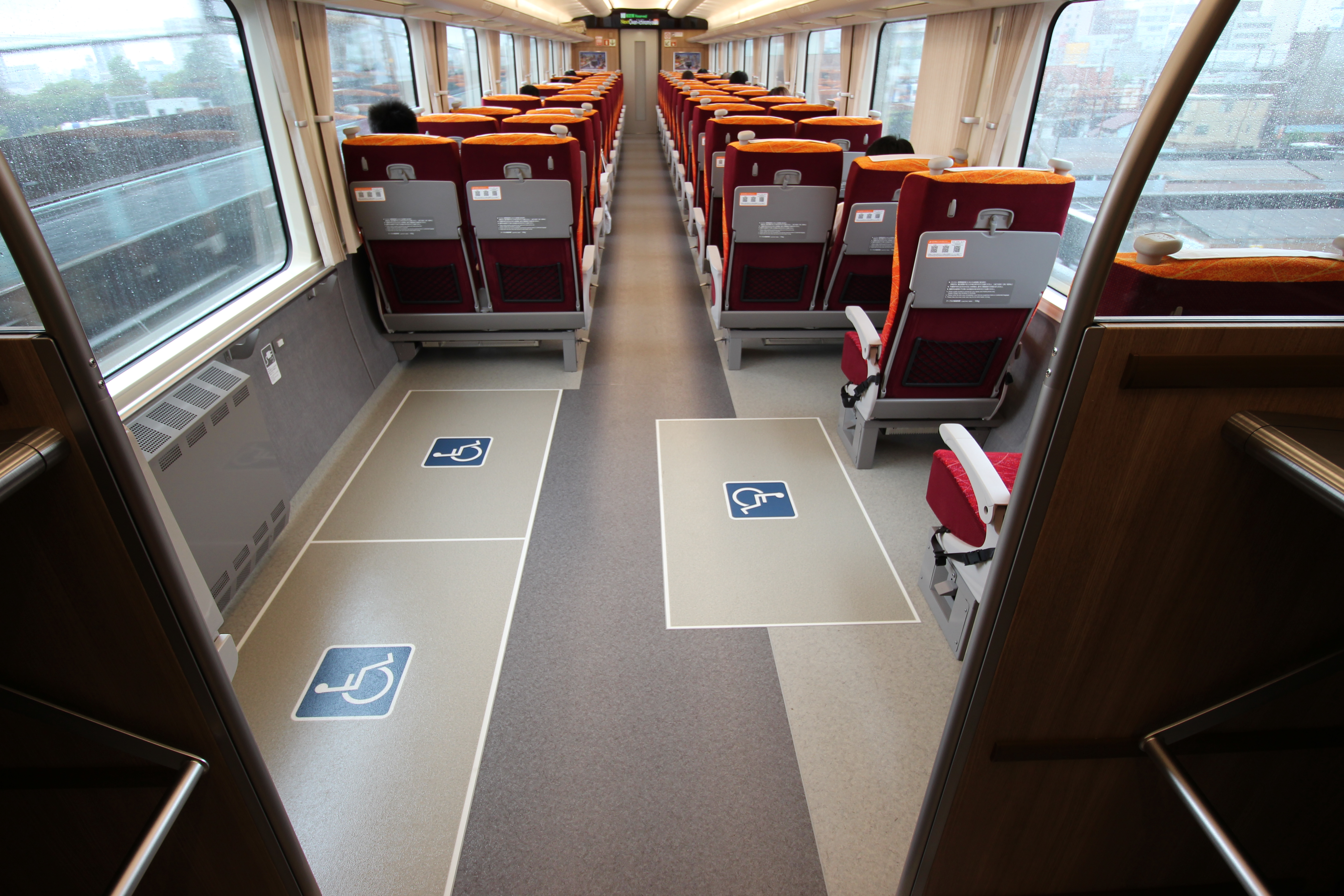
車椅子スペース
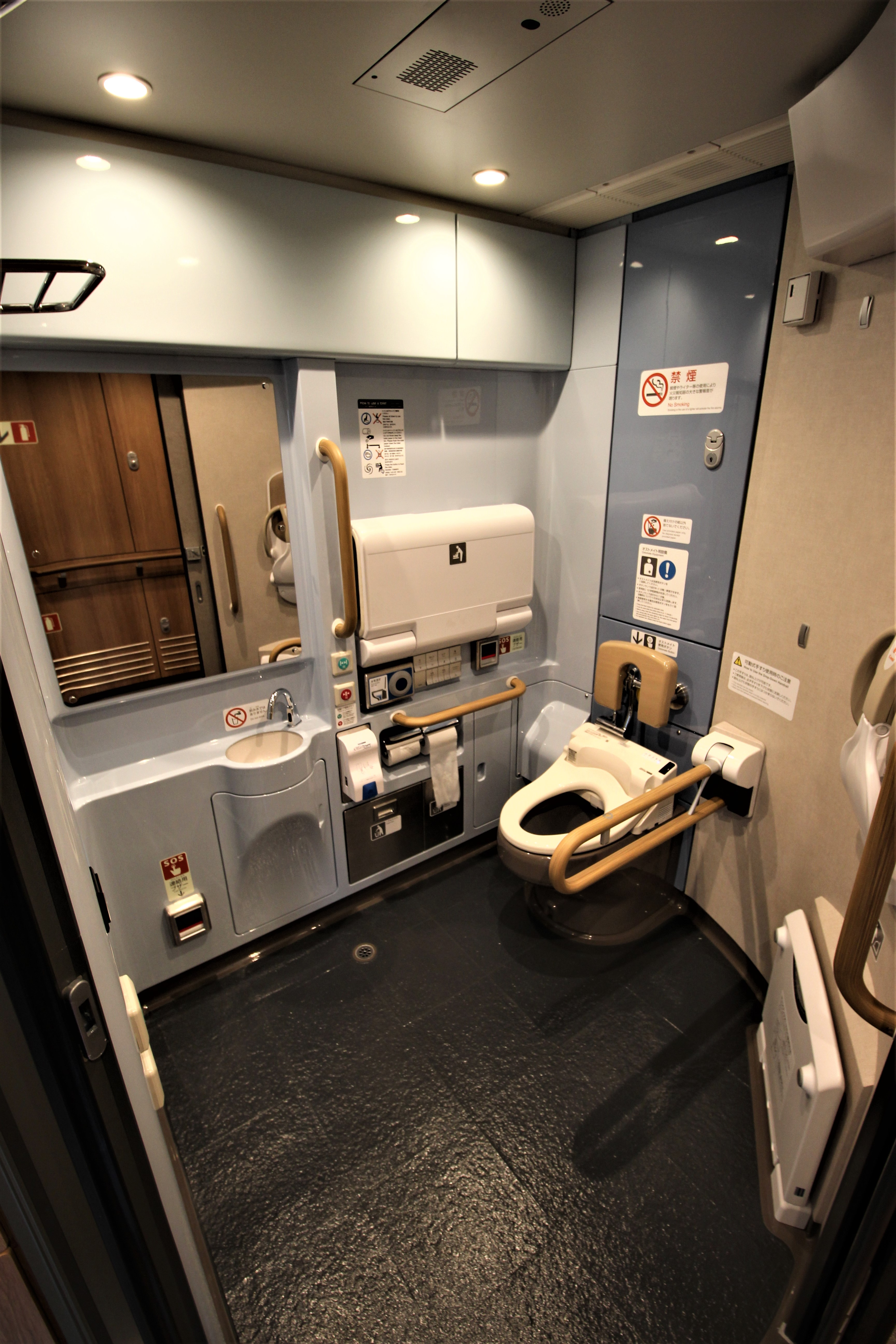
車椅子対応トイレ

## 形式
系列名と異なり個別形式には「HC」が入らない一方で記号には電車と同じ「モ」を使用しており、以下の3形式7区分からなる。いわゆる電動車のみが存在し、付随車は存在しない。全室グリーン車または全室普通車のみが存在し、キハ85系のような合造車や中間グリーン車も存在しない。全ての形式が、東海道本線基準で東京方（実際の運用においては「ひだ」では名古屋・富山方、「南紀」では紀伊勝浦方）に出入り台と荷物スペースを設ける。
キハ85系とは異なり編成番号の設定があり、同形式のような1両単位での増解結はできない。

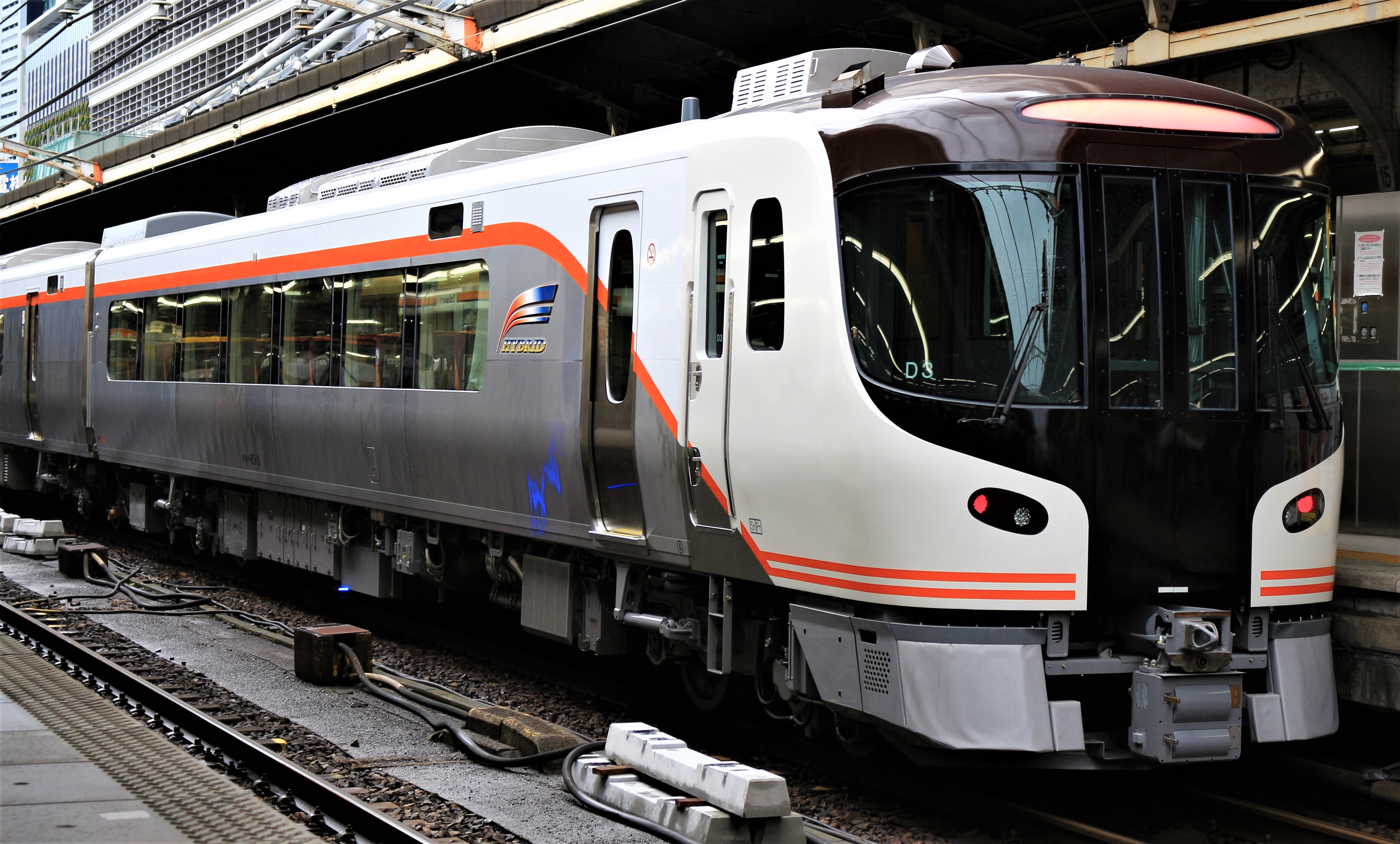
クモハ85形
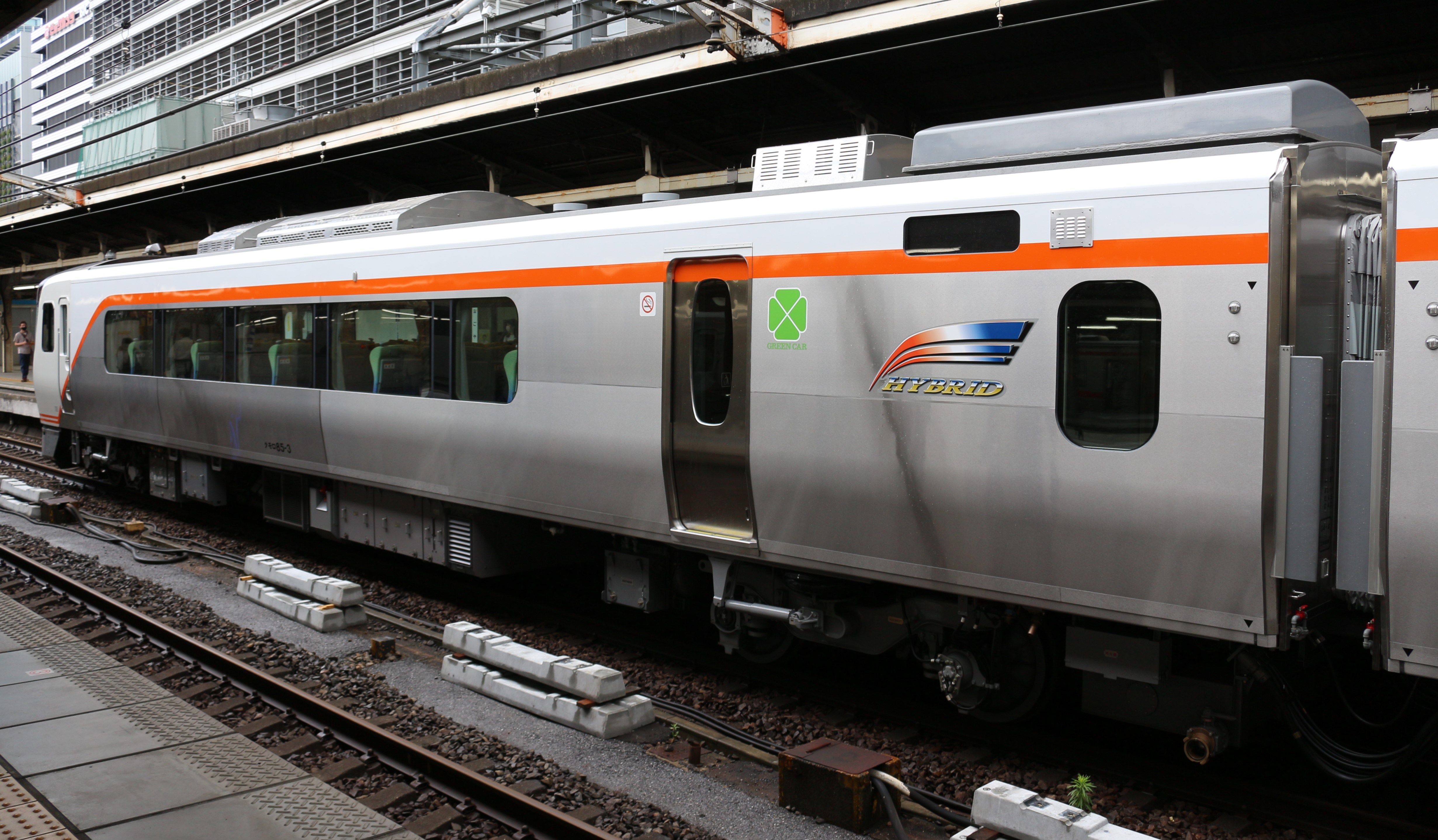
クモロ85形
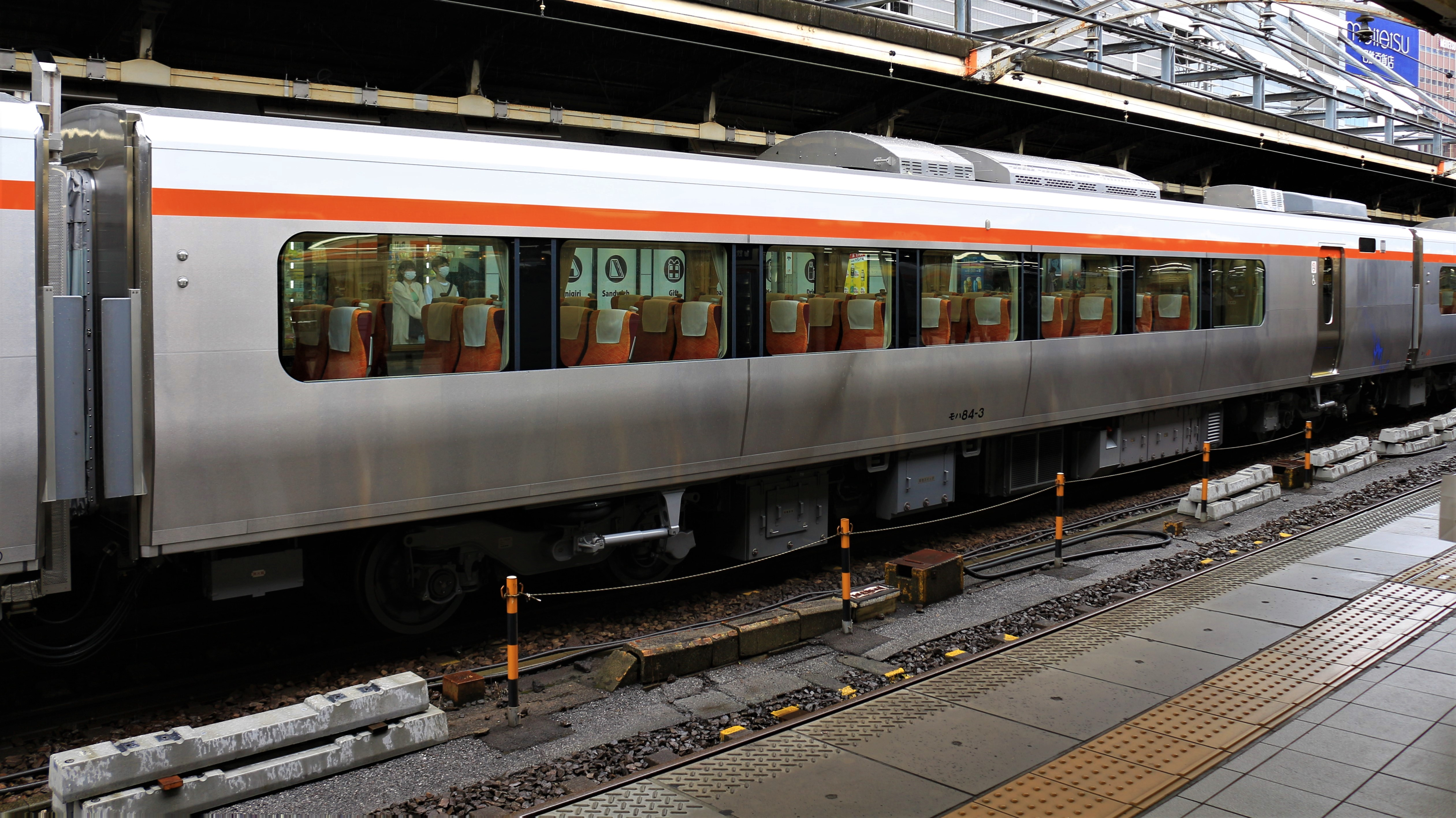
モハ84形0番台
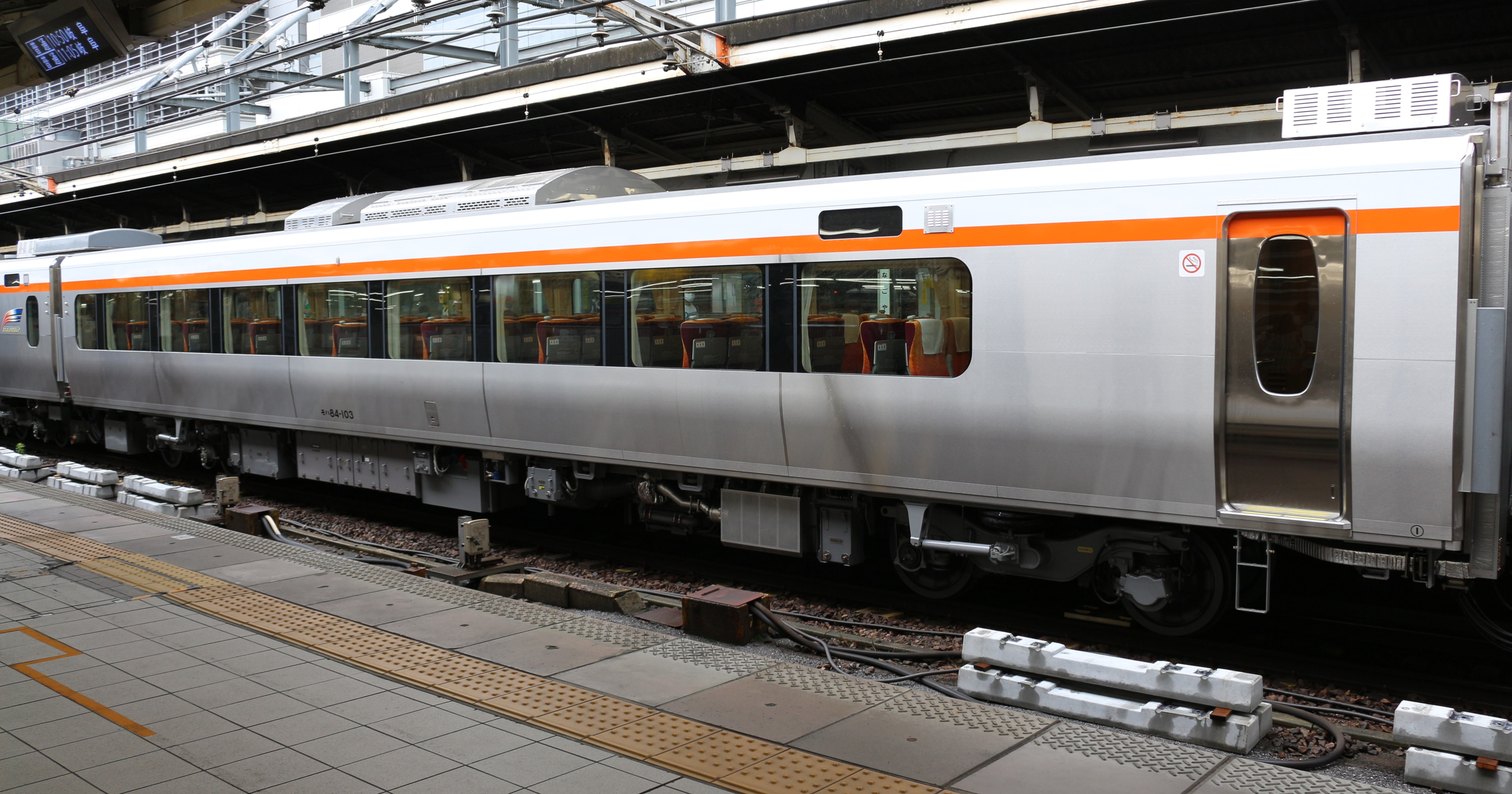
モハ84形100番台

普通席を備える制御電動車。
- 0番台（Mc1）

4両編成の東京方先頭車。電動空気圧縮機などを搭載する。定員56名。
- 100番台（Mc2）

2両編成の東京方先頭車。電動空気圧縮機などを搭載する。定員56名。
- 200番台（Mc3）

2両編成の神戸方先頭車。客室に車いすスペースを備え、出入り台には多機能便所、小便所、車いす対応洗面所、AED、ナノミュージアムを設ける。定員40名。
- 300番台（Mc4）

普通車のみ4両編成の神戸方先頭車。出入り台に洋式便所、小便所、洗面所を設ける。定員44名。
- クモロ85形（Msc）

グリーン席を備える制御電動車で、グリーン車あり4両編成の神戸方先頭車。セミアクティブダンパを搭載し、出入り台に洋式便所、小便所、洗面所、多目的室、ナノミュージアムを設ける。定員36名。
- モハ84形

普通席を備える中間電動車。
- 0番台（M1）

客室に車いすスペースを備え、出入り台には多機能便所、小便所、車いす対応洗面所、AED、ナノミュージアムを設ける。定員52名。
- 100番台（M2）

電動空気圧縮機などを搭載する。定員68名。
- クモハ85形
- クモロ85形
- モハ84形0番台
- モハ84形100番台

| ← 名古屋／富山岐阜 → | ← 名古屋／富山岐阜 → | ← 名古屋／富山岐阜 → | ← 名古屋／富山岐阜 → | ← 名古屋／富山岐阜 → |
| -------------------- | -------------------- | -------------------- | -------------------- | -------------------- |
| 形式                 | クモハ85 -0 （Mc1）  | モハ84 -0 （M1）     | モハ84 -100 （M2）   | クモロ85 -0 （Msc）  |
| 車両定員             | 56                   | 52                   | 68                   | 36                   |

| ← 名古屋／富山岐阜・大阪 → ← 紀伊勝浦名古屋 → | ← 名古屋／富山岐阜・大阪 → ← 紀伊勝浦名古屋 → | ← 名古屋／富山岐阜・大阪 → ← 紀伊勝浦名古屋 → | ← 名古屋／富山岐阜・大阪 → ← 紀伊勝浦名古屋 → | ← 名古屋／富山岐阜・大阪 → ← 紀伊勝浦名古屋 → |
| --------------------------------------------- | --------------------------------------------- | --------------------------------------------- | --------------------------------------------- | --------------------------------------------- |
| 形式                                          | クモハ85 -0 （Mc1）                           | モハ84 -0 （M1）                              | モハ84 -100 （M2）                            | クモハ85 -300 （Mc4）                         |
| 車両定員                                      | 56                                            | 52                                            | 68                                            | 44                                            |

| ← 名古屋／富山岐阜・大阪 → ← 紀伊勝浦名古屋 → | ← 名古屋／富山岐阜・大阪 → ← 紀伊勝浦名古屋 → | ← 名古屋／富山岐阜・大阪 → ← 紀伊勝浦名古屋 → |
| --------------------------------------------- | --------------------------------------------- | --------------------------------------------- |
| 形式                                          | クモハ85 -100 （Mc2）                         | クモハ85 -200 （Mc3）                         |
| 車両定員                                      | 56                                            | 40                                            |

## 運用
2022年（令和4年）7月1日に特急「ひだ」2往復で営業運転を開始し、同年8月1日からは3往復に拡大した。当初はJR東海管内で完結する名古屋駅 - 高山駅間での運行となっていたが、同年12月1日よりJR西日本管内となる富山駅発着列車でも使用されている。
2023年（令和5年）3月18日のダイヤ改正以降は「ひだ」の定期列車が本形式による運用に統一され、一部列車で10両編成（4+4+2）での営業運転も開始した。
2023年（令和5年）7月1日より特急「南紀」での営業運転を開始し、キハ85系の運用を全て置き換えた。「南紀」はキハ85系と同様に基本2両編成で、需要に合わせて4両編成（普通車のみ）に増結される。
2023年（令和5年）8月29日には臨時特急「熊野大花火」として、グリーン車付きのD2編成が初めて関西本線・伊勢鉄道伊勢線・紀勢本線で営業運行を行った。2023年（令和5年）の秋および2024年（令和6年）以降の春にはFIA（国際自動車連盟）主催F1日本グランプリ観客輸送の為の臨時特急「鈴鹿グランプリ」としてもグリーン車付きの編成が関西本線・伊勢鉄道伊勢線で営業運行を行っている。
2024年（令和6年）4月1日現在、22編成68両全てが名古屋車両区（海ナコ）に所属している。

## その他
環境負荷軽減のために今後、新たな燃料としてバイオ燃料（ユーグレナ「サステオ」）を使用することが計画されており、2022年（令和4年）1月から試験が行われている。
2023年（令和5年）4月現在、JR西日本管内の路線を走行する唯一の左手ワンハンドルの旅客車である。

## 車歴表
2024年（令和4年）4月1日時点
- 全車両日本車輌製造製造
- 全車両名古屋車両区配置

| ← 名古屋／富山岐阜 → | ← 名古屋／富山岐阜 → | ← 名古屋／富山岐阜 → | ← 名古屋／富山岐阜 → | ← 名古屋／富山岐阜 → | ← 名古屋／富山岐阜 → | ← 名古屋／富山岐阜 → |
| -------------------- | -------------------- | -------------------- | -------------------- | -------------------- | -------------------- | -------------------- |
| 編成 番号            | クモハ 85            | モハ 84              | モハ 84              | クモロ 85            | 落成日               | 備考                 |
| D1                   | 1                    | 1                    | 101                  | 1                    | 2019/12/05           | 試験走行車           |
| D2                   | 2                    | 2                    | 102                  | 2                    | 2022/04/22           |                      |
| D3                   | 3                    | 3                    | 103                  | 3                    | 2022/04/22           |                      |
| D4                   | 4                    | 4                    | 104                  | 4                    | 2022/05/27           |                      |
| D5                   | 5                    | 5                    | 105                  | 5                    | 2022/06/10           |                      |
| D6                   | 6                    | 6                    | 106                  | 6                    | 2022/07/08           |                      |
| D7                   | 7                    | 7                    | 107                  | 7                    | 2022/09/16           |                      |
| D8                   | 8                    | 8                    | 108                  | 8                    | 2022/10/14           |                      |

| ← 名古屋／富山岐阜・大阪 → ← 紀伊勝浦名古屋 → | ← 名古屋／富山岐阜・大阪 → ← 紀伊勝浦名古屋 → | ← 名古屋／富山岐阜・大阪 → ← 紀伊勝浦名古屋 → | ← 名古屋／富山岐阜・大阪 → ← 紀伊勝浦名古屋 → | ← 名古屋／富山岐阜・大阪 → ← 紀伊勝浦名古屋 → |
| --------------------------------------------- | --------------------------------------------- | --------------------------------------------- | --------------------------------------------- | --------------------------------------------- |
| 編成 番号                                     | クモハ 85                                     | クモハ 85                                     | 落成日                                        | 備考                                          |
| D101                                          | 101                                           | 201                                           | 2022/05/27                                    |                                               |
| D102                                          | 102                                           | 202                                           | 2022/06/10                                    |                                               |
| D103                                          | 103                                           | 203                                           | 2022/10/14                                    |                                               |
| D104                                          | 104                                           | 201                                           | 2022/12/09                                    |                                               |
| D105                                          | 105                                           | 205                                           | 2022/12/09                                    |                                               |
| D106                                          | 106                                           | 206                                           | 2023/04/13                                    |                                               |
| D107                                          | 107                                           | 207                                           | 2023/04/13                                    |                                               |
| D108                                          | 108                                           | 208                                           | 2023/07/06                                    |                                               |
| D109                                          | 109                                           | 209                                           | 2023/07/06                                    |                                               |
| D110                                          | 110                                           | 210                                           | 2023/07/06                                    |                                               |

| ← 名古屋／富山岐阜・大阪 → ← 紀伊勝浦名古屋 → | ← 名古屋／富山岐阜・大阪 → ← 紀伊勝浦名古屋 → | ← 名古屋／富山岐阜・大阪 → ← 紀伊勝浦名古屋 → | ← 名古屋／富山岐阜・大阪 → ← 紀伊勝浦名古屋 → | ← 名古屋／富山岐阜・大阪 → ← 紀伊勝浦名古屋 → | ← 名古屋／富山岐阜・大阪 → ← 紀伊勝浦名古屋 → | ← 名古屋／富山岐阜・大阪 → ← 紀伊勝浦名古屋 → |
| --------------------------------------------- | --------------------------------------------- | --------------------------------------------- | --------------------------------------------- | --------------------------------------------- | --------------------------------------------- | --------------------------------------------- |
| 編成 番号                                     | クモハ 85                                     | モハ 84                                       | モハ 84                                       | クモハ 85                                     | 落成日                                        | 備考                                          |
| D201                                          | 9                                             | 9                                             | 109                                           | 301                                           | 2023/01/20                                    |                                               |
| D202                                          | 10                                            | 10                                            | 110                                           | 302                                           | 2023/01/20                                    |                                               |
| D203                                          | 11                                            | 11                                            | 111                                           | 303                                           | 2023/02/10                                    |                                               |
| D204                                          | 12                                            | 12                                            | 112                                           | 304                                           | 2023/04/13                                    |                                               |